# とらっとろーど2001
とらっとろーど2001は、2000年12月にテクノブレインから発売されたPCゲームソフト。

## 概要
エレメカをデジタル化させたソフト。
関西精機製作所から発売された4台のエレメカが収録されている。
製作にあたっては、関西精機製作所の創設者の協力の下、実際に用いられた開発資料を基に同じ動作を実現させる。
セガ、ナムコからも資料を提供されることで、1960年代-1970年代に登場した全40台のデジタル図鑑も収録されている。